# Portimojärvi (sjö i Suomussalmi, Kajanaland, Finland)
Portimojärvi eller Portimajärvi är en sjö i Finland. Den ligger i kommunen Suomussalmi i landskapet Kajanaland, i den centrala delen av landet, 600 km norr om huvudstaden Helsingfors. Portimojärvi ligger 172,3 meter över havet. Den är 6,5 meter djup. Arean är 66,4 hektar och strandlinjen är 4,19 kilometer lång. Sjön  ingår i Ijo älvs huvudavrinningsområde. 